# Aphonopelma levii
Aphonopelma levii är en spindelart som beskrevs av Smith 1995. Aphonopelma levii ingår i släktet Aphonopelma och familjen fågelspindlar. Inga underarter finns listade i Catalogue of Life.